# Алдебаран b
Алдебаран b е екзопланета, която обикаля около червения гигант Алдебаран и се намира на 65 светлинни години от Земята в съзвездието Бик. Планетата е открита през 1993 г., но съществуването ѝ е потвърдено чак през 2015 г., когато изследователите стигат до заключението, че вероятно има екзопланета в орбита около звездата, в съответствие с първоначалните изчисления и звездната активност.
Алдебаран b е гореща извънслънчева планета, като масата ѝ се оценява на около 6,5 пъти повече от тази на Юпитер. Разстоянието между планетата и Алдебаран се равнява на 1,46 АЕ, или около 45% повече от разстоянието между Земята и Слънцето. Температурата на повърхността на Алдебаран b вероятно е около 1500 K (или 1230 °C, 2240 °F) поради радиуса на звездата му.
|  | Тази страница частично или изцяло представлява превод на страницата الدبران b в Уикипедия на арабски. Оригиналният текст, както и този превод, са защитени от Лиценза „Криейтив Комънс – Признание – Споделяне на споделеното“, а за съдържание, създадено преди юни 2009 година – от Лиценза за свободна документация на ГНУ. Прегледайте историята на редакциите на оригиналната страница, както и на преводната страница, за да видите списъка на съавторите. ВАЖНО: Този шаблон се отнася единствено до авторските права върху съдържанието на статията. Добавянето му не отменя изискването да се посочват конкретни източници на твърденията, които да бъдат благонадеждни. |